# ティル・オール・アー・ワン
『ティル・オール・アー・ワン』(Til All Are One)は映画『トランスフォーマー ザ・ムービー』の劇伴を収録したサウンドトラックである。2枚組CDとしてリリースされ、1枚目はスタン・ブッシュのアルバム『コール・トゥー・アクション』からのトラックを含んでいる。2枚目には『オリジナル・モーション・ピクチュア・サウンドトラック』(The Transformers The Movie: Original Motion Picture Soundtrack)に収録の3スコア分を除く『TF：TM』における全ての音楽スコアが収められている。当音楽集は3Hエンタープライゼスからボットコン'97の限定盤として販売されたが、僅か数カ月で完売となりボットコン'98にて再発売された。
タイトル「Til all are one」は『ザ・ムービー』終幕を締めくくる台詞で、日本版では「宇宙を一つに」と訳され、続編『トランスフォーマー2010』の主題歌のフレーズにも入れられている。
収録曲の"グラウンド・ゼロ"は、ブッシュの2007年のアルバム『イン・ディス・ライフ』のために彼自身により"ティル・オール・アー・ワン"として書き直しと再録音がなされた歌である。このより新しいヴァージョンは、2010年のTVゲーム『トランスフォーマー：ウォー・フォー・セイバートロン』(Transformers: War for Cybertron)のエンディング曲として使用されている。

## トラック・リスティング

### ディスク 1 (スタン・ブッシュ： 『コール・トゥー・アクション』)
1. ザ・タッチ (The Touch) – 1997年 リミックス版
2. ネヴァー・サレンダー (Never Surrender) – 映画『キックボクサー』(Kickboxer)より
3. ホゥルド・ユア・ヘッド・アップ・ハイ (Hold Your Head Up High)
4. ストレイト・トゥー・ザ・トップ (Straight to the Top)
5. デアー (Dare) - 1997年 リミックス版
6. クリティカル・マス (Critical Mass) – フィーチャリング： ヴィンス・ディコーラ(Vince DiCola)
7. グラウンド・ゼロ (Ground Zero) – ボットコン・シーム
8. キャプチュア・ザ・ドリーム (Capture the Dream) – 1996年 夏季 アトランタオリンピックより
9. トゥトル・サレンダー (Total Surrender)
10. ハイエスト・コーリン (Highest Calling)

### ディスク 2 (ヴィンス・ディコーラ： 『ザ・トランスフォーマーズ： ザ・ムーヴィー』 ミュージカル・スコア)
| #  | 曲名 | 使用場面 |
| -- | --- | --- |
| 1  | ユニクロンズ・シーム Unicron's Theme                                                                                 | 出現したユニクロンは、リゾン星を貪り食らうとセイバートロン星へ向かう。 |
| 2  | トランスフォーマーズ： ザ・ムーヴィー メイン・タイトル (オルタネイト) Transformers: The Movie Main Title (Alternate) | 未使用曲 / スタン・ブッシュによる主題歌の別ヴァージョン |
| 3  | 2005 2005 | オープニング・ナレーション曲 / 惑星セイバートロンの月面基地にてコンボイが地球に向けてのサイバトロンのシャトルの発進を命じる。(このトラックの一部がTVゲーム『メトロイド』シリーズの音楽集の1曲と非常に似かよっている。)                           |
| 4  | モア・ラック・ザン・ユー・イマジン More Luck Than You Imagine                                                        | メガトロンがコンドル(Laserbeak)からサイバトロンの目的について報告を受ける。 |
| 5  | アタック・オン・ザ・シャトル Attack on the Shuttle                                                                   | 未使用曲 / 最終的にN.R.G.の"インストレメンツ・オブ・デストラクション"(Instruments of Destruction)と差し替えになった。 |
| 6  | ゴーン・フィッシン Gone Fishin'                                                                                      | 湖のほとりでホットロディマスとダニエル・ウィットウィッキー(Daniel Witwicky)が釣りに興じていると、サイバトロンのシャトルが到着する。 |
| 7  | シティ・アンダー・シージ City Under Siege                                                                            | デストロン軍団によりサイバトロン・シティは包囲され、メガトロンがビルドロン部隊にデバスター(Devastator)への合体指令を下す。 |
| 8  | ショウダウン Showdown                                                                                                | 一騎討ちの際にコンボイはメガトロンに降伏を命じるもホットロディマスの横槍が入り、メガトロンがコンボイに致命傷を与える。 |
| 9  | ウィトニス・トゥー・ア・ヒューナラル Witness to a Funeral                                                            | ユニクロンがコンボイとの最期とウルトラマグナスへのマトリクス継承を視認する。 |
| 10 | コンテスト・フォー・リーダーシップ Contest for Leadership                                                            | 残エネルギーが少ないアストロトレイン(Astrotrain)はセイバートロン星へ帰り着くため重荷を減らすことを要求し、デストロンたちはメガトロンを含む傷痍兵士達を宇宙に放逐する。スタースクリーム、サウンドウェーブ、ビルドロンがリーダーの座をかけて争う。 |
| 11 | トランスフォーメーション Transformation                                                                              | ユニクロンはメガトロンをガルバトロン(Galvatron)に、そして他の負傷したデストロン兵士をサイクロナスとスウィープス部隊を率いるスカージへと再生させ自身の手先とする。                                                                                |
| 12 | コラネイション Coronation                                                                                            | スタースクリームがデストロンのニューリーダーとして戴冠したところにガルバトロンが登場する。 |
| 13 | デストラクション・オブ・ジ・アウター・ムーン Destruction of the Outer Moon                                           | ユニクロンがセイバートロン星のムーン・ベース1を捕食し、ガルバトロンの不興を買う。 |
| 14 | パースート Pursuit                                                                                                   | ウルトラマグナスとシャトルの乗組員はサイバトロンからの逃亡を試みる。 |
| 15 | アライヴァル・オン・ジャンク Arrival on Junk                                                                         | マグナスのシャトルが惑星ジャンキオン(Junk)に胴体着陸する。 |
| 16 | アンウェルカム・ヴィジターズ Unwelcome Visitors                                                                      | チャーとホットロディマスが宇宙共通の挨拶"バ・ウィープ・グラーナ・ウィ・ピニボン"とエネルゴンキューブの菓子でシャークトロン(Sharkticon)の群れを手懐けようと試みるも、数が足りず逆に怒らせてしまい捕虜とされる。                                   |
| 17 | ザ・マトリクス・サァヴァイヴス The Matrix Survives                                                                   | ガルバトロンがユニクロンにマトリクスとウルトラマグナスを破壊したと報告するも、誤認と知らされる。 |
| 18 | アン・アネクスペクテッド・フレンド An Unexpected Friend                                                              | ウィーリーと遭遇したダイノボット隊は、些細な小競り合いはあったものの友人となり、チャーとホットロディマスの探索へと案内される。 |
| 19 | デストラクション・オブ・ジ・イナー・ムーン (パート1) Destruction of the Inner Moon (Part I)                          | ユニクロンがムーン・ベース2を呑み込む。 |
| 20 | デストラクション・オブ・ジ・イナー・ムーン (パート2) Destruction of the Inner Moon (Part II)                         | スパイク・ウィットウィッキー(Spike Witwicky)とバンブルを乗せた脱出艇がユニクロンの体内に消える。 |
| 21 | アンブッシュ Ambush                                                                                                  | 惑星ジャンキオンのサイバトロンにデストロンが襲い掛かる。 |
| 22 | アナザー・リーダー・ダイズ Another Leader Dies                                                                       | ウルトラマグナスがマトリクスを開放する前に、ガルバトロンとその配下によって破壊される。 |
| 23 | レスキュー Rescue | シャークトロンの巣窟から逃避したチャーとホットロディマスがダイノボットとウィーリーに救助される。 |
| 24 | オール・ホープ・イズ・ロスト All Hope is Lost                                                                        | サイバトロンがマグナスの遺骸を見つめる。 |
| 25 | アンユージュアル・アライズ Unusual Allies                                                                            | "ウィアード・アル"ヤンコヴィック "ディアー・トゥー・ビー・ストューピド"(Dare to be Stupid)との併用 / レック・ガー(Wreck-Gar)とジャンキオン団がウルトラマグナスを復活させ、サイバトロンと同盟を結ぶ。                                             |
| 26 | ジ・エネミィ・リヴィールド The Enemy Revealed                                                                        | マトリクスを楯に服従を強要するガルバトロンに怒ったユニクロンはロボット・モードへと変形する。 |
| 27 | シージュア Seizure                                                                                                   | ユニクロンがセイバートロン星への蹂躙を開始する。 |
| 28 | ユナイテッド・アゲンスト・ジ・エネミィ United Against the Enemy                                                      | セイバートロン星上の全てのサイバトロンとデストロンが共闘し、ユニクロンに立ち向かう。 |
| 29 | イン・ザ・ベリィ・オブ・ザ・モンスター In the Belly of the Monster                                                   | サイバトロン、スパイク、ダニエルがユニクロンからの脱出路を求めて奮闘する。 |
| 30 | ゼア・ダーケスト・アウア Their Darkest Hour                                                                          | マトリクスの奪還のため、ホットロディマスがガルバトロンと対決する。 |
| 31 | レガシィ Legacy | 未使用曲 / 試作曲 |

## 参照
1. ↑  “'Til All Are One: Featuring Stan Bush and Vince DiCola”.   tfwiki.net. 2011年11月25日閲覧。